# Königsegg-Rothenfels
Königsegg-Rothenfels era un estado en el extremo suroccidental de Baviera, Alemania, situado al norte de Austria y al oeste de Baden-Württemberg. Fue creado como una partición de la baronía de Königsegg en 1622, y fue elevado a condado siete años más tarde. Fue vendido a Austria en 1804, pero fue concedido a Baviera por Francia en 1805 en la Paz de Presburgo durante las Guerras napoleónicas.

## Barón de Königsegg-Rothenfels (1622-29)
- Hugh (1622-29)

## Condes de Königsegg-Rothenfels (1629-1804)
- Hugh (1629-66)
- Leopoldo Guillermo (1666-94)
- Sigmund Guillermo (1694-1709)
- Alberto (1709-36), desposó a María von Manderscheid-Blankenheim
  - Maximiliano Federico, Arzobispo-Elector de Colonia
- Carlos Fernando (1736-59)
- Francisco Hugh (1759-71)
- Francisco Fidelio Antonio (1771-1804)

- Datos: Q1541716
- Multimedia: Königsegg-Rothenfels / Q1541716